# Fernando Molina Castillo
Fernando Molina Castillo (Sevilla, 25 de abril de 1965) es un deportista español que compitió en remo. Es hermano del también remero Alberto Molina Castillo.
Ganó cinco medallas en el Campeonato Mundial de Remo entre los años 1984 y 1993. Participó en los Juegos Olímpicos de Barcelona 1992, ocupando el noveno puesto en la prueba cuatro sin timonel.

## Palmarés internacional
| Campeonato Mundial | Campeonato Mundial       | Campeonato Mundial | Campeonato Mundial        |
| Año                | Lugar                    | Medalla            | Prueba                    |
| ------------------ | ------------------------ | ------------------ | ------------------------- |
| 1984               | Montreal (Canadá)        | Medalla de oro     | Cuatro sin timonel ligero |
| 1985               | Malinas (Bélgica)        | Medalla de bronce  | Ocho con timonel ligero   |
| 1986               | Nottingham (Reino Unido) | Medalla de bronce  | Cuatro sin timonel ligero |
| 1991               | Viena (Austria)          | Medalla de bronce  | Cuatro sin timonel ligero |
| 1993               | Račice (República Checa) | Medalla de oro     | Dos sin timonel ligero    |